# Joško Martinović
Joško Martinović (Zagreb, 23. rujna 1963. – Zagreb, 2. lipnja 2010.) bio je hrvatski novinar i TV voditelj, djelatnik Hrvatske radiotelevizije.

## Životopis
Joško Martinović je prve godine svog života proveo u Metkoviću, školovanje započeo u Zagrebu i diplomirao sociologiju na Filozofskom fakultetu u Zagrebu.
Potkraj 1980-ih počeo je raditi na Televiziji Zagreb u "Zagrebačkoj panorami" i Dnevniku. Kao ratni je reporter tijekom Domovinskog rata izvještavao s bojišnica i bio prvi reporter koji je ušao u oslobođeni Knin.
Na Hrvatskoj je televiziji radio u emisijama "Obiteljski zabavnik", "U potrazi", "Latinica", "Živa istina", "Zlatna ribica" i "Globalno sijelo". 
Godine 1991. dobio je "Zlatno pero" Hrvatskog novinarskog društva, a četiri godine kasnije i godišnju nagradu HRT-a. Godine 1997. godine dobiva nagradu Hrvatskog novinarskog društva "Marija Jurić Zagorka" za najbolje uređenu emisiju, a 2003. dobitnik je međunarodnog priznanja "Prix Circom" za reportažu u kategoriji prekograničnih priča. Posmrtno mu je 2011. dodijeljena i nagrada "Ivan Šibl" za životno djelo.
Posmrtno je 2017. dobio Nagradu grada Metkovića za životno djelo.
"Globalno sijelo" jedna je od najprodavanijih HRT-ovih emisija u inozemstvo, a bila je vrlo popularna među gledateljima u Finskoj.

## Emisije
- Obiteljski zabavnik
- U potrazi
- Latinica
- Živa istina
- Zlatna ribica
- Globalno sijelo

## Vanjske poveznice
- HRT Magazin: Portret Joška Martinovića  Arhivirana inačica izvorne stranice od 24. rujna 2015. (Wayback Machine)
- Jutarnji.hr – Klara Rožman: »Daria Marijanović: Znam da te više neću vidjeti, ali i dalje si s nama«
- Index.hr – Kolege o Jošku Martinoviću: Dani s njim bili su zanimljivi i ispunjeni smijehom